# 麥傑勤
麥傑勤（英語： /məˈkɛkən/；1921年7月6日—2017年9月12日），加拿大政治人物，加拿大自由黨籍。
1921年生於諾華斯高沙省延文禮士，為蘇格蘭裔，通曉蘇格蘭蓋爾語。畢業於聖方濟薩威大學，並在該校教授經濟學多年。
1953年當選加拿大下議院議員。1963年任勞工部長。後擔任衛生及福利部長、人力及入境部長、樞密院議長、外務卿、財政部長等職，並三度成為下議院執政黨領袖。1977至1979年及1980至1984年任副總理。
1984年獲委任為加拿大上議院議員，並成為上議院執政黨領袖。
1996年從上議院退休。隨後回鄉安度晚年。2006年支持李博競選自由黨黨魁。2008年獲授予加拿大官佐勳章。
2017年於諾華斯高沙省安提哥尼什逝世，享耆壽96歲。

## 外部連結
- 麥傑勤 – 加拿大国会传记| 編輯維基數據鏈接 | 編輯維基數據鏈接                |
| ---------------- | ------------------------------- |
| 国际             | - FAST - ISNI - VIAF - WorldCat |
| 各地             | - 德国 - 以色列 - 美国          |
| 人物             | - 德意志传记                    |
| 其他             | - SNAC                          |